# Битва біля Чаттануги
Друга битва при Чаттанузі (24-26 листопада 1863) — одна з найважливіших битв за часів Громадянської війни в США, що відбулася на Західному театрі бойових дій.

## Передісторія битви
У вересні 1863 року Камберлендська армія жителів півночі під командуванням генерала Роузкранса, що діяла на Західному театрі військових дій, зазнала поразки в битві при Чикамоге. В результаті армія Роузкранса була блокована супротивником у районі міста Чаттануга (штат Теннессі). Єдиний раз у ході війни жителям півдня вдалося блокувати польову армію жителів півночі. Над обложеними військами нависла загроза голоду. У разі капітуляції Чаттануги міг завалитися весь Західний фронт Півночі.
Президент Лінкольн негайно вжив термінових заходів для розблокування армії Півночі у Чаттанузі. Зі Східного театру бойових дій було перекинуто XI і XII корпуси армії Потомака, що складаються з майже 20 000 ветеранів під загальним командуванням генерала Джозефа Хукера. Водночас за особистим наказом Лінкольна командування Західним фронтом (спеціально створений Міссісіпскій округ) прийняв генерал Грант, який вже отримав над конфедератами низку перемог і зарекомендував себе як сміливий і рішучий полководець.
Грант вважав за потрібне замінити командувача Камберлендської армії Роузкранса на генерала Джорджа Томаса, який відзначився в битві під Чикамогою. Під безпосереднім керівництвом Гранта 26-27 жовтня війська Хукера відкинули нечисленні частини жителів півдня від річки Теннессі і, захопивши у закруті дві переправи, встановили стійку комунікацію з обложеною армією. Таким чином було створено лінію постачання обложеного міста — так звану «крекерну дорогу» (оскільки цією дорогою дійсно перевезли безліч крекерів-основу солдатського раціону). Спроба жителів півдня перерізати «крекерну дорогу» виявилася безуспішною. Таким чином, по суті, облогу Чаттануги було частково знято.
Одночасно Грант стягував до Чаттануги всі готівки: 15 листопада підійшов 17-тисячний корпус генерала Шермана. В результаті армія жителів півночі почала налічувати близько 61 000 осіб. Водночас 4 листопада, Брекстон Брегг зробив помилку, відіславши корпус генерала Лонгстріта на північ, до міста Ноксвілл. Причиною була взаємна ворожість між генералами. У результаті від армії в 64 500 солдатів безпосередньо під Чаттанугою у конфедератів залишилося приблизно 44 000 чоловік. Таким чином, федеральні війська отримали чисельну перевагу, і армія Брегга втратила найкращих солдатів-ветеранів Лонгстріта. На військовій раді жителів півночі було прийнято рішення на прорив оточення і розгром противника.

## Битва при Чаттанузі

### 24 листопада
24 листопада корпус Шермана, який ще до цього пройшов деяку відстань на північ (нібито прямуючи до Ноксвілл для дезінформації противника), несподівано переправився через Теннессі на східний берег. Після цього солдати Шермана стрімко рушили до Чаттануги і на світанку 24 листопада несподівано атакували північний край позицій жителів півдня на Місіонерському хребті. Несподіванка принесла свої плоди, і конфедерати бігли майже без опору. Того ж дня корпус Томаса вдарив на супротивника біля південно-східних околиць Чаттануги і змусив жителів півдня відійти до того ж Місіонерського хребта. Таким чином, місто було деблоковано. Проте жителі півдня все ще займали сильні позиції біля Місіонерського хребта, який простягається на схід від Чаттануги з півночі на південь, і продовжували загрожувати федеральним військам.

### 25 листопада
25 листопада жителі півночі продовжили наступ. На північному фланзі атакуючі війська під командуванням генерала Шермана наступали у вузькій ущелині і, опинившись перед неприступними позиціями жителів півдня, були змушені зупинитися. Дізнавшись про це, війська Союзу, що діяли в центрі, взагалі не рушили вперед. Ці невдачі було компенсовано успіхом на південному фасі битви. Конфедерати засіли тут на високій горі під назвою Дозорний (близько 600 м над рівнем моря). Рано вранці під прикриттям туману солдати корпусу Джозефа Хукера з великими труднощами через малу видимість, але непоміченими, видерлися на вершину і раптово вдарили по конфедератів. Не витримавши несподіваної атаки, жителі півдня почали тікати і ще вранці гора, що вважалася неприступною, була захоплена. У бою за Дозорний жителі півночі втратили 408 осіб, втрати конфедератів склали 1251 людина, у тому числі 1064 полоненими і зниклими безвісти. Ця частина битви одержала назву «битва над хмарами», оскільки бійці знаходилися на великій висоті. Насправді хмар над Дозорною горою цього дня не було і наступ почався у густому тумані.

### Бій 26 листопада
26 листопада настав третій та останній день битви. За наказом Гранта, жителі півночі чисельністю 24 500 чоловік обрушилися на лінію оборони противника, що проходила перед Місіонерським хребтом. Не витримавши тиску, конфедерати відійшли на вершину хребта, де в них була друга лінія оборони. Попри успіх, солдати Союзу опинилися під потужним вогнем з вершини Місіонера, де було близько 50 гармат. Тоді солдати та молодші командири без наказу командування пішли у стихійну атаку. У ситуації, що склалася, це був єдино правильний вихід, оскільки перебуваючи на місці, сили Союзу нічого не могли зробити, але при цьому зазнавали б постійного винищення потужною ворожою артилерією. Шість дивізій (Шерідана, Вуда, Хейзена, Бейрда, Джонсона, Уайтейкера), понад 20 тисяч людей, попри сильний вогонь, рушили вгору схилами. У розпачі артилеристи жителів півдня підпалювали ґноти біля бомб і скидали снаряди на атакуючих, але і це їм не допомогло. У наступі активну участь взяла бригада дивізії Бейрда, яку очолював генерал Іван Васильович Турчанінов (Джон Бейзіл Турчин). Турчанінов особисто вів у бій своїх солдатів, його бригада однієї з перших (за деякими відомостями першої) увірвалася на вершину хребта. Мешканці півночі захопили Місіонерський хребет і артилерію жителів півдня, а жителі півдня безладно відкотилися на схід. Внаслідок крайньої втоми військ активного переслідування не велося. На цьому триденна битва завершилася.

### Підсумки битви
Усього в ході битви жителі півночі втратили 5 824 особи, з них 753 убитими, 4 722 пораненими, 349 зниклими безвісти. Жителі півдня втратили 6667 осіб, з них 361 убитими 2 160 пораненими і 4 146 полоненими. Велика кількість полонених жителів півдня свідчила про деморалізацію їх армії.
Попри порівняно невеликі втрати, завдані сторонами, перемога при Чаттанузі мала найважливіші стратегічні наслідки:
1. було деблоковано і врятовано від розгрому цілу федеральну армію.
2. було створено передумови для подальшого наступу на Атланту і далі вглиб Конфедерації. Воно було здійснено Західною армією жителів півночі під командуванням генерала Шермана в 1864 році, в результаті чого Конфедерація була розсічена на дві частини.